# トレイダーズ証券
トレイダーズ証券株式会社（トレイダーズしょうけん、英文名 TRADERS SECURITIES CO., LTD.）は、東京証券取引所スタンダード市場に上場しているトレイダーズホールディングス株式会社の完全子会社で、金融デリバティブ特化型のオンライン証券であり、個人投資家向けのオンライン外国為替取引事業を中核とした証券会社である。
外国為替証拠金取引サービス「みんなのFX」と「LIGHT FX」を展開しており、それぞれのイメージキャラクターとしてタレントの有吉弘行を起用している。

## 概要
1999年11月に国内の個人投資家向けに、金融デリバティブ取引のサービス提供に特化したオンライン証券会社として設立。2000年5月に、日本で初めて外国為替証拠金取引（FX取引）のオンライン取引によるサービスを開始し、個人向け外国為替証拠金取引市場の黎明期から、最も長くFX取引サービスを提供してきたリーディングカンパニーのひとつである。近年は、バイナリーオプション（通貨オプション）や、システムトレード（自動売買）機能を搭載したサービスも提供している。
現在の法人は2006年4月に、現トレイダーズホールディングス株式会社からの事業承継のため、トレイダーズ証券分割準備会社として設立された。
2006年10月に持株会社体制に移行し、トレイダーズホールディングスより、会社分割により証券取引事業及び外国為替取引事業を継承し、社名をトレイダーズ証券株式会社に変更。

## 沿革
- 1999年11月－一般投資家向けにインターネット等を通じた金融デリバティブ取引サービスを提供することを目的として、トレイダーズ証券株式会社（現トレイダーズホールディングス株式会社）を東京都港区南麻布に設立
- 1999年12月－外国為替証拠金取引サービスによる外国為替取引事業を開始
- 2000年5月－外国為替証拠金取引のインターネット取引サービスを開始
- 2005年4月－大阪証券取引所ヘラクレス市場（現スタンダード市場[2]）に上場(証券コード：8704)
- 2006年4月 －トレイダーズ証券分割準備会社を設立
- 2006年10月－持株会社体制へ移行。会社分割により、証券取引事業及び外国為替取引事業を現トレイダーズホールディングス株式会社からトレイダーズ証券分割準備会社へ承継
- 2006年10月－トレイダーズ証券分割準備会社からトレイダーズ証券株式会社に社名変更
- 2007年9月 －金融商品取引法施行に伴い第一種金融商品取引業者として登録
- 2008年10月－第二種金融商品取引業を追加登録
- 2009年9月 －本社を東京都港区六本木一丁目6番1号 泉ガーデンタワー34階に移転
- 2009年10月－株式会社EMCOM TRADEと吸収分割契約を締結し、同社外国為替取引事業を吸収分割により承継（吸収分割日は平成21年11月30日）
- 2010年7月 －株式会社EMCOM証券の営む外国為替取引事業及び証券取引事業を承継し、「みんなのFX」を開始
- 2011年1月 －トレイダーズホールディングス株式会社を100％割当先とする第三者割当増資を実施（資本金21億9500万円）
- 2011年8月 －店頭外国為替オプション取引「みんなのバイナリー」を開始
- 2011年8月 －本社を東京都港区浜松町一丁目10番14号住友東新橋ビル3号館7階に移転
- 2012年4月 －日経225先物取引事業を日産センチュリー証券(現・日産証券)へ吸収分割により譲渡
- 2013年3月 －株式の現物・信用取引業務をIS証券株式会社へ吸収分割により譲渡。投資信託取引業務を終了。以降、外国為替証拠金取引業務を基軸に事業展開
- 2013年12月 －金融商品取引法に基づく投資助言・代理業を追加登録
- 2014年5月 －外国為替証拠金取引サービス「みんなのシストレ」を開始
- 2015年7月 －ファイナンスマグネイト東京サミット2015[3]にて「ベスト・FXブローカー賞」受賞
- 2015年12月 －店頭外国為替オプション取引「みんなのオプション」を開始
- 2018年10月 －外国為替証拠金取引サービス「LIGHT FX」を開始
- 2020年1月 －株式会社ミンカブ・ジ・インフォノイド発表のFX会社比較にて総合第1位を獲得[4]
- 2022年1月 －暗号資産証拠金取引における新サービス「みんなのコイン」並びに「LIGHTFX コイン」を開始
- 2023年4月 －本社を東京都渋谷区恵比寿4丁目20-3　恵比寿ガーデンプレイスタワー28階に移転

## みんなのFX
「みんなのFX」では、34種類の通貨ペアが用意され（2023年10月時点）、それぞれ1,000通貨単位（0.1Lot）からFX取引ができる。（一部を除く）
日本円との通貨ペア
USD/JPY（米ドル/円)、EUR/JPY （ユーロ/円)、GBP/JPY（ポンド/円)、AUD/JPY（豪ドル/円)、
NZD/JPY（ニュージーランドドル/円)、CHF/JPY（スイスフラン/円)、CAD/JPY（カナダドル/円)、
ZAR/JPY（南アフリカランド/円)、TRY/JPY（トルコリラ/円）、MXN/JPY（メキシコペソ/円）、
RUB/JPY（ロシアルーブル/円）、CNH/JPY（中国人民元/円）、HKD/JPY（香港ドル/円）、
SGD/JPY（シンガポールドル/円）、PLN/JPY（ポーランドズロチ/円）、CZK/JPY(チェココルナ/円)、
HUF/JPY(ハンガリーフォリント/円)、NOK/JPY（ノルウェークローネ/円）、
SEK/JPY（スウェーデンクローナ/円）
米ドルとの通貨ペア
EUR/USD （ユーロ/米ドル)、GBP/USD（ポンド/米ドル)、AUD/USD（豪ドル/米ドル)、
NZD/USD（ニュージーランドドル/米ドル)
その他の通貨ペア
EUR/GBP（ユーロ/ポンド)、EUR/AUD（ユーロ/豪ドル)、GBP/AUD （ポンド/豪ドル)、
AUD/NZD（豪ドル/ニュージーランドドル）、USD/CHF（米ドル/スイスフラン)、
EUR/CHF（ユーロ/スイスフラン)、GBP/CHF （ポンド/スイスフラン)、
USD/CAD(米ドル/カナダドル)、USD/CNH(米ドル/中国人民元)、
EUR/PLN(ユーロ/ポーランドズロチ)、USD/JPYラージ（米ドル/円ラージ）

## 関連会社
- トレイダーズホールディングス株式会社
- 株式会社FleGrowth

## 加盟団体
- 日本証券業協会
- 一般社団法人 金融先物取引業協会
- 一般社団法人 第二種金融商品取引業協会
- 一般社団法人 日本投資顧問業協会
- 一般社団法人 日本暗号資産取引業協会
- 日本投資者保護基金

## CM出演者・CMソング
現在
- 有吉弘行（2023年 - ）

過去
- 鈴木奈々（2018年）
- のん（2019年）
- 川栄李奈（2021年）

CMソング
- Da-iCE「Promise」（2022年）